# Britney 2.0 (EP)
Britney 2.0 je extended play amerického televizního hudebního seriálu Glee. Obsahuje osm písní ze stejnojmenné epizody čtvrté řady, která byla druhou epizodou, jež vzdávala poctu zpěvačce Britney Spears. EP je složeno ze šesti písní a dvou mashupů písní Spears, od jejího debutového alba ...Baby One More Time až po její sedmí studiové album Femme Fatale. EP bylo vydáno pouze digitálně.

## Tracklist
| Pořadí | Název                    | Původní interpret(i)         | Délka |
| ------ | ------------------------ | ---------------------------- | ----- |
| 1.     | 3                        | Britney Spears               | 3:27  |
| 2.     | Boys/Boyfriend           | Britney Spears/Justin Bieber | 2:43  |
| 3.     | Gimme More               | Britney Spears               | 3:25  |
| 4.     | Hold It Against Me       | Britney Spears               | 3:38  |
| 5.     | Womanizer                | Britney Spears               | 3:32  |
| 6.     | Everytime                | Britney Spears               | 3:41  |
| 7.     | Oops!... I Did It Again  | Britney Spears               | 2:51  |
| 8.     | Crazy / U Drive Me Crazy | Aerosmith/Britney Spears     | 2:22  |

## Interpreti
- Heather Morris
- Kevin McHale
- Darren Criss
- Alex Newell
- Jenna Ushkowitz
- Melissa Benoist
- Samuel Larsen
- Chord Overstreet
- Jacob Artist
- Lea Michele